# Gymnometopina marshalli
Gymnometopina marshalli är en tvåvingeart som beskrevs av Allen L.Norrbom 1987. Gymnometopina marshalli ingår i släktet Gymnometopina och familjen hoppflugor. Inga underarter finns listade i Catalogue of Life.